# Claudia Michelsen
Claudia Michelsen (født 4. februar 1969 i Dresden, DDR), er en tysk skuespiller. Hun kendes bl.a. fra Pigerne fra Berlin.

## Udvalgt filmografi
- 1989: Ich, Thomas Müntzer, Sichel Gottes – Instruktør: Kurt Veth
- 1989: Die Besteigung des Chimborazo – Instruktør: Rainer Simon
- 1990: Pause für Wanzka – Instruktør: Vera Loebner
- 1991: Wer hat Angst vor rotgelbblau? – Instruktør: Heiko Schier
- 1991: Deutschland Neu(n) Null – Instruktør: Jean-Luc Godard
- 1992: Lenz – Instruktør: Egon Günther
- 1994: Das schafft die nie – Instruktør: Lih Janowitz
- 1995: Mörderische Zwillinge – Instruktør: Dominique Othenin-Girard
- 1995: Brennendes Herz – Tagebuch einer Flucht – Instruktør: Peter Patzak
- 1995: Wilder Westerwald – Instruktør: Bernd Löhr
- 1996: Sünde einer Nacht – Instruktør: Michael Keusch
- 1996: Zwei vom gleichen Schlag – Instruktør: Konrad Sabrautzky
- 1997: Todesspiel – Instruktør: Heinrich Breloer
- 1999: Der Todeszug – Instruktør: Jörg Lühdorff
- 1999: Drei Chinesen mit dem Kontrabass – Instruktør: Klaus Krämer
- 1999: Letzter Atem – Instruktør: Bernd Böhlich
- 1999: Survivor: Das Grauen aus dem ewigen Eis – Instruktør: Heiko Schier
- 2000: Falling Rocks – Instruktør: Peter Keglevic
- 2001: Der Tunnel – Instruktør: Roland Suso Richter
- 2001: Tatort - Der lange Arm des Zufalls – Instruktør: Ralf Bohn
- 2001: Entscheidung im Eis – Eine Frau jagt einen Mörder – Instruktør: Jörg Grünler
- 2002: Der Anwalt und sein Gast – Instruktør: Torsten C. Fischer
- 2003: Tatort - Mutterliebe – Instruktør: Züli Aladag
- 2004: Napola – Elite für den Führer – Instruktør: Dennis Gansel
- 2004: Der Ermittler - Schönheitsfehler – Instruktør: Martin Kinkel
- 2004: Das Duo - Falsche Träume – Instruktør: Thomas Jauch
- 2004: Die schöne Braut in Schwarz – Instruktør: Carlo Rola
- 2005: Hölle im Kopf – Instruktør: Johannes Grieser
- 2005: Kanzleramt – Instruktør: Peter Keglevic, Hans-Christoph Blumenberg, Michael Wenning, Jakob Schäuffelen
- 2006: Maria an Callas – Instruktør: Petra Katharina Wagner
- 2006: Die Wilden Kerle 3 – Instruktør: Joachim Masannek
- 2006: Paulas Geheimnis – Instruktør: Gernot Krää
- 2006: Auf ewig und einen Tag – Instruktør: Markus Imboden
- 2006: Fay Grim – Instruktør: Hal Hartley
- 2007: Der geheimnisvolle Schatz von Troja – Instruktør: Dror Zahavi
- 2007: 42plus – Instruktør: Sabine Derflinger
- 2007: Die Entführung – Instruktør: Johannes Grieser
- 2007: Tatort - Nachtgeflüster – Instruktør: Torsten C. Fischer
- 2007: Der Mustervater 2: Opa allein zu Haus – Instruktør: Dagmar Hirtz
- 2007: Die 25. Stunde – Instruktør: Thomas Jauch
- 2007: Der Kronzeuge – Instruktør: Johannes Grieser
- 2007: 12 heißt: Ich liebe dich[1] – Instruktør: Connie Walther
- 2008: Mensch Kotschie – Instruktør: Norbert Baumgarten
- 2008: Mordgeständnis – Instruktør:Thorsten Näter
- 2009: Der Mann auf der Brücke – Instruktør: Rolf Silber
- 2009: Sieben Tage – Instruktør: Petra Katharina Wagner
- 2009: Die Päpstin – Instruktør: Sönke Wortmann
- 2009–2012: Flemming
- 2010: Das letzte Schweigen – Instruktør: Baran bo Odar
- 2010: Bloch - Die Geisel – Instruktør: Elmar Fischer
- 2011: Der Chinese – Instruktør: Peter Keglevic
- 2011: Und dennoch lieben wir – Instruktør: Matthias Tiefenbacher
- 2011: Tatort - Unter Druck – Instruktør: Herwig Fischer
- 2011: Tatort - Nasse Sachen – Instruktør: Johannes Grieser
- 2011: Tatort - Das Dorf – Instruktør: Justus von Dohnányi
- 2012: Wilsberg - Aus Mangel an Beweisen – Instruktør: Hans-Günther Bücking
- 2012: Sprinter – Haltlos in die Nacht – Instruktør: Petra Katharina Wagner
- 2012: Das Duo – - Tote lügen besser – Instruktør: Johannes Grieser
- 2012: Der Turm – Instruktør: Christian Schwochow
- 2013: Polizeiruf 110 - Der verlorene Sohn – Instruktør: Friedemann Fromm
- 2013: Grenzgang – Instruktør: Brigitte Maria Bertele
- 2013: Stärke 6 – Instruktør: Sabine Boss
- 2014: Polizeiruf 110 - Abwärts – Instruktør: Nils Willbrandt
- 2014: Männertreu – Instruktør: Hermine Huntgeburth
- 2014: Seitensprung – Instruktør: Sabine Boss
- 2014: Die Legende der Maske – Instruktør: Florian Froschmayer
- 2014: Polizeiruf 110 - Eine mörderische Idee – Instruktør: Stephan Rick
- 2014: In der Falle – Instruktør: Nina Grosse
- 2014: Honig im Kopf – Instruktør: Til Schweiger
- 2015: Aus der Haut – Instruktør: Stefan Schaller
- 2015: Block B – Unter Arrest - Willkommen Zuhause – Instruktør: Kai Meyer-Ricks
- 2015: Polizeiruf 110 - Wendemanöver – Instruktør: Eoin Moore
- 2015: Crossing Lines - Selbstjustiz – Instruktør: Susan Tully
- 2015: Im Zweifel – Instruktør: Aelrun Goette
- 2016: Pigerne fra Berlin – Instruktør: Sven Bohse
- 2016: Polizeiruf 110 - Endstation – Instruktør: Matthias Tiefenbacher
- 2016: Berlin Station – Instruktør: Michaël R. Roskam
- 2016: Vier gegen die Bank – Instruktør: Wolfgang Petersen
- 2017: Polizeiruf 110 - Dünnes Eis – Instruktør: Jochen Alexander Freydank
- 2017: Der gleiche Himmel – Instruktør: Oliver Hirschbiegel
- 2017: Götter in Weiß – Instruktør: Elmar Fischer